# Magyar Térinformatikai Társaság
A Magyar Térinformatikai Társaság, angol rövidítéssel HUNAGI (Hungarian Association for Geoinformation) magyar közhasznú társaság. 1994-ben alapították.
A társaság jelenleg is működik, közel 60 tagjával, mint nonprofit szervezet.
A szervezet célja és tevékenysége a térinformatikai kultúra terjesztése, a térinformatikában rejlő lehetőségek és előnyök ismertetése társadalom szereplővel, valamint a térinformatikai szakmai kommunikáció elősegítése.
A társaság jelenlegi vezetősége:
| Barkóczi Zsolt           | elnök                     |
| Dr. Szabó György         | főtitkár                  |
| Dr. Takács András Attila | főtitkárhelyettes         |
| Dr. Czinkóczky Anna      | titkár                    |
| Fekete Gábor             | elnökségi tag             |
| Szabó Krisztina          | elnökségi tag             |
| Dr. Szabó Szilárd        | elnökségi tag             |
| Tóth László              | elnökségi tag             |
| Sikolya Zsolt            | ellenőrző bizottság elnök |
| Megyes Jenő              | ellenőrző bizottság tag   |
| Pogrányi Károly          | ellenőrző bizottság tag   |
| Havass Miklós            | tiszteletbeli elnök       |